# Bennewitz
Bennewitz é um município da Alemanha, situado no distrito de Leipzig, no estado da Saxônia. Tem 46,42 km² de área, e sua população em 2019 foi estimada em 4.962 habitantes.